# Algyroides fitzingeri
Algyroides fitzingeri là một loài thằn lằn trong họ Lacertidae. Loài này được Wiegmann mô tả khoa học đầu tiên năm 1834.

## Hình ảnh

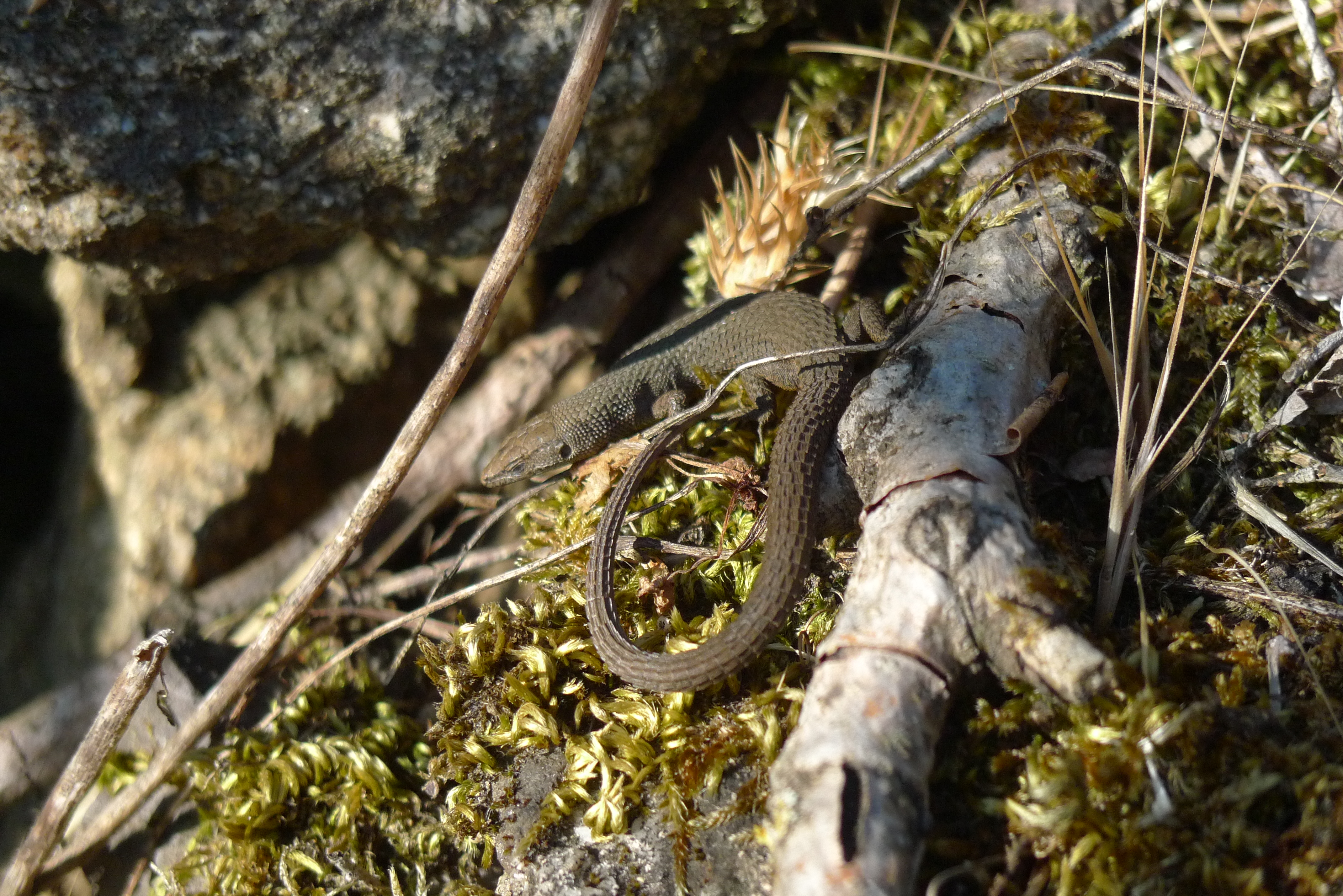